# Озерки (Пронский район)
Озерки — посёлок в Пронском районе Рязанской области России. Входит в состав Тырновского сельского поселения.

## География
Посёлок находится в западной части Рязанской области, в лесостепной зоне, в пределах Среднерусской возвышенности, к востоку от автодороги 61К-005, на расстоянии примерно 8 километров (по прямой) к северо-востоку от Пронска, административного центра района. Абсолютная высота — 192 метра над уровнем моря.

### Климат
Климат характеризуется как умеренно континентальный, с тёплым летом и умеренно холодной снежной зимой. Среднегодовая температура воздуха — 4 — 4,6 °C. Средняя температура воздуха самого холодного месяца (января) — −11 °C (абсолютный минимум — −41 °C); самого тёплого месяца (июля) — 18,8 °C (абсолютный максимум — 38 °C). Среднегодовое количество осадков — 614 мм, из которых большая часть (около 344 мм) выпадает в тёплый период. Снежный покров держится в течение 130 дней. Зимой преобладают ветра юго-западного направления, летом — западного и северо-западного.

### Часовой пояс
Посёлок Озерки, как и вся Рязанская область, находится в часовой зоне МСК (московское время). Смещение применяемого времени относительно UTC составляет +3:00.

## Население
| 2010 |
| ---- |
| 3    |

### Национальный состав
Согласно результатам переписи 2002 года, в национальной структуре населения русские составляли 91 % из 11 чел.